# Обсерватория глубинного углерода
Обсерватория глубинного углерода (или DCO от англ. Deep Carbon Observatory) международное сообщество ученых, в том числе биологов, физиков, геологов и химиков нацеленное на понимание роли углерода в Земле.

## История
Обсерватория запущена в августе 2009 году;
её секретариат находится в геофизической лаборатории Института Карнеги в Вашингтоне, Колумбия.
Одним из основных организаторов является Роберт Хейзен, старший научный сотрудник в институте Карнеги.
В обсерватории участвуют более 300 ученых.

## Задачи
Ясного понимания механизмов глобального углеродного цикла пока что не существует.
Известно, что углерод уносится с поверхности в процессе субдукции плит земной коры.
Однако процессы обратного поступления углерода из недр на поверхность изучены недостаточно.
Изучение этих механизмов — одна из задач Обсерватории.

## Результаты
В декабре 2018 года, исследователи объявили, что значительное количество жизненных форм, в том числе 70 % из бактерий и архей на Земле, включающий от 15 до 23 млрд тонн углерода (в сотни раз больше чем общая масса людей), живут на глубине до 4,8 км под землей, в том числе 2,5 км ниже уровня моря.